# Robert U. Ayres

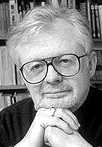
Robert Ayres, 2003

Robert Underwood Ayres (* 29. Juni 1932 in Plainfield, New Jersey; † 23. Oktober 2023) war ein amerikanischer Physiker, Ökonom und Hochschullehrer.

## Leben
Ayres studierte Physik an der University of Chicago (Bachelor of Science), der University of Maryland (Master of Science) und dem King’s College London, an dem er einen Ph.D. in mathematischer Physik erlangte. Er arbeitete am konservativen Hudson Institute (1962–67), beim progressiven Resources for the Future Inc (1967–68) und der International Research and Technology Corp (1969–76), zwischenzeitlich als Vizepräsident. Von 1979 bis 1992 war er Professor für Ingenieurwesen und Public Policy an der Carnegie-Mellon University in Pittsburgh. 1992 wechselte er als Professor für Wirtschaft und Technologie an die Wirtschaftshochschule Insead in Fontainebleau bei Paris (Frankreich), wo er das Zentrum für das Management von Umweltressourcen (CMER) leitete. Im Jahr 2000 wurde er emeritiert und ging mehrfach als Visiting Professor (u. a. als Jubilee Professor 2000–2001 und König Karl Gustav XVI professor of environmental science 2005) an die Technische Hochschule Chalmers in Göteborg (Schweden). Er arbeitete als Lehrbeauftragter für Mineralwirtschaft an der Pennsylvania State University und am Internationalen Institut für angewandte Systemanalyse (IIASA) in Laxenburg bei Wien. Von 1994 bis 1997 war er im wissenschaftlichen Beirat des Wuppertal Instituts.
Als Wegbereiter diskutierte er bereits ab den 1960er Jahren das, was heute als Nachhaltigkeitstransformation bezeichnet wird. 1970 schlug er vor, in ökonomischen Modellen auch die Massenbilanzen mittels einer Stoffstromanalyse zu berücksichtigen. Ayres trug zur Entwicklung des Konzepts des industriellen Metabolismus bei, das zum Forschungsfeld der Industrial Ecology weiterentwickelt wurde. Dieses interdisziplinäre Feld versucht, „industrielle Systeme nach dem Vorbild der Natur als industrielle Ökosysteme zu gestalten“. Dazu arbeitete er zu Umweltökonomik, -politik und -regulierung sowie zu Technikfolgenabschätzung. Mit seinen Methoden untersuchte er beispielsweise die Produktion des Mikrochips und kam zu dem Ergebnis, dass dieser zu den Produkten mit der höchsten Umweltverschmutzung pro Gewichtseinheit gehört.
Ayres untersuchte die Rolle der Thermodynamik im ökonomischen Prozess, insbesondere die Bedeutung des Produktionsfaktors Energie für die Theorie des Wirtschaftswachstums. Er vertrat die Position, dass die grundlegenden ökonomischen Konzepte ein Verständnis der physikalischen Prozesse oder der Hauptsätze der Thermodynamik vermissen lassen. In der Wachstumsbuchhaltung würde der Energie nur eine geringe Rolle zugeschrieben, obwohl ihre ökonomische Bedeutung viel größer sei.
1971 wurde er zum Fellow der American Association for the Advancement of Science ernannt. 2002 wurde er mit dem im Gedenken an Kenneth Boulding verliehenen Preis der International Society for Ecological Economics (ISEE) sowie 2003 mit dem Preis der International Society for Industrial Ecology (ISIE) ausgezeichnet.
Laut eigenen Angaben war er Mitherausgeber der Zeitschriften Environmental Science and Technology, Technology Forecasting and Social Change, Environmental and Resource Economics, Pacific and Asian Journal of Energy (PAJE), Ecological Economics, Journal of Industrial Ecology sowie Resources, Conservation and Recycling.

## Privatleben
Laut Informationen eines von ihm veröffentlichten Buchs lebte er 2009 mit seiner Frau Leslie W. Ayres in Paris, mit der er auch einige Publikationen verfasste.

## Publikationen
- mit Allen V. Kneese, Ralph C. D'Arge: Economics and the Environment: A Materials Balance Approach. Johns Hopkins University Press, Baltimore 1970.
- Uncertain Futures: Challenges for Decision-makers. Wiley, Chichester 1979.[21]
- mit Steven M. Miller: Robotics: Applications and Social Implications. Ballinger Publishing, 1983.
- The Next Industrial Revolution: Reviving Industry Through Innovation. Ballinger Publishing, 1984.
- Toxic heavy metals: materials cycle optimization. In: Proceedings of the National Academy of Sciences. Band 89, Nummer 3, 1. Februar 1992, S. 815–820, doi:10.1073/pnas.89.3.815.
- mit R. Dobrinsky, W. Haywood, K. Uno, E. Zuscovitch: Computer Integrated Manufacturing: Economic and Social Impacts. Chapman and Hall, 1992.
- Information, Entropy and Progress: A New Evolutionary Paradigm. American Institute of Physics, Woodbury / New York 1994, ISBN 0-88318-911-9.
- mit Udo E. Simonis (Hrsg.): Industrial Metabolism: Restructuring for Sustainable Development. United Nations University Press, Tokyo / New York 1994, ISBN 92-808-0841-9.
- Metals recycling: economic and environmental implications. In: Resources, Conservation and Recycling. Band 21, Nummer 3, S. 145–173, November 1997, doi:10.1016/S0921-3449(97)00033-5.
- mit Paul M. Weaver (Hrsg.): Eco-restructuring: Implications for Sustainable Development. United Nations University Press, Tokyo / New York / Paris 1998, ISBN 92-808-0984-9.
- The Second Law, The Fourth Law, Recycling and Limits to Growth. In: Ecological Economics. Band 29, Nummer 3, Juni 1999, S. 473–483, doi:10.1016/S0921-8009(98)00098-6.
- Turning Point: An end to the Growth Paradigm. Earthscan, London 1999, ISBN 1-85383-444-0.
- mit Leslie W. Ayres: Accounting for Resources, 2: The Life Cycle of Materials. Edward Elgar, Cheltenham, UK / Northampton, Massachusetts 1999, ISBN 1-85898-923-X.
- mit Leslie W. Ayres: A Handbook of Industrial Ecology. Edward Elgar, Cheltenham, UK / Northampton, Massachusetts 2002, ISBN 1-84064-506-7.
- mit Eric. D. Williams, Miriam Heller: The 1.7 Kilogram Microchip: Energy and Material Use in the Production of Semiconductor Devices. In: Environmental Science & Technology. Band 36, Nummer 24, 2002, S. 5504–5510, doi:10.1021/es025643o.
- mit Leslie W. Ayres, Benjamin Warr: Exergy, Power and Work in the US Economy, 1900–1998. In: Energy. Band 28, Nummer 3, März 2003, S. 219–273, doi:10.1016/S0360-5442(02)00089-0.
- Beiträge in: Cutler J. Cleveland (Hrsg.): Encyclopedia of Energy. Band 1, Elsevier 2004: Thermodynamics and Economics, Overview. S. 91–97, doi:10.1016/B0-12-176480-X/00114-5. Mit Andrea Masini: Exergy: Reference States and Balance Conditions. S. 633–640, doi:10.1016/B0-12-176480-X/00564-7.
- mit R. David Simpson, Michael A. Toman (Hrsg.): Scarcity and Growth Revisited: Natural Resources and the Environment in the New Millennium. Resources for the Future, Washington, DC 2005, ISBN 1-933115-10-6.
- mit Katalin Martinás: On the Reappraisal of Microeconomics: Economic Growth and Change in a Material World. Edward Elgar, Cheltenham, UK / Northampton, Massachusetts 2005, ISBN 1-84542-272-4.
- mit Benjamin Warr: Accounting for growth: the role of physical work. In: Structural Change and Economic Dynamics. Band 16, 2005, S. 181–209, doi:10.1016/j.strueco.2003.10.003
- mit Arnim von Gleich, Stefan Gössling-Reisemann: Sustainable Metals Management: Securing Our Future – Steps Towards a Closed Loop Economy. Springer, Dordrecht 2006, ISBN 1-4020-4007-5.
- mit Benjamin Warr: The Economic Growth Engine: How Energy and Work Drive Material Prosperity. Edward Elgar, Cheltenham, UK / Northampton, Massachusetts 2009, ISBN 978-1-84844-182-8.
- mit Edward H. Ayres: Crossing the Energy Divide: Moving from Fossil Fuel Dependence to a Clean-Energy Future. Wharton School Publishing, New Jersey 2010, ISBN 0-13-701544-5.
- Energy, Complexity and Wealth Maximization. Springer International Publishing, 2016, ISBN 978-3-319-30544-8, doi:10.1007/978-3-319-30545-5.